# Panaxia nigra
Panaxia nigra là một loài bướm đêm thuộc phân họ Arctiinae, họ Erebidae.